# Latifa Ibn Ziaten

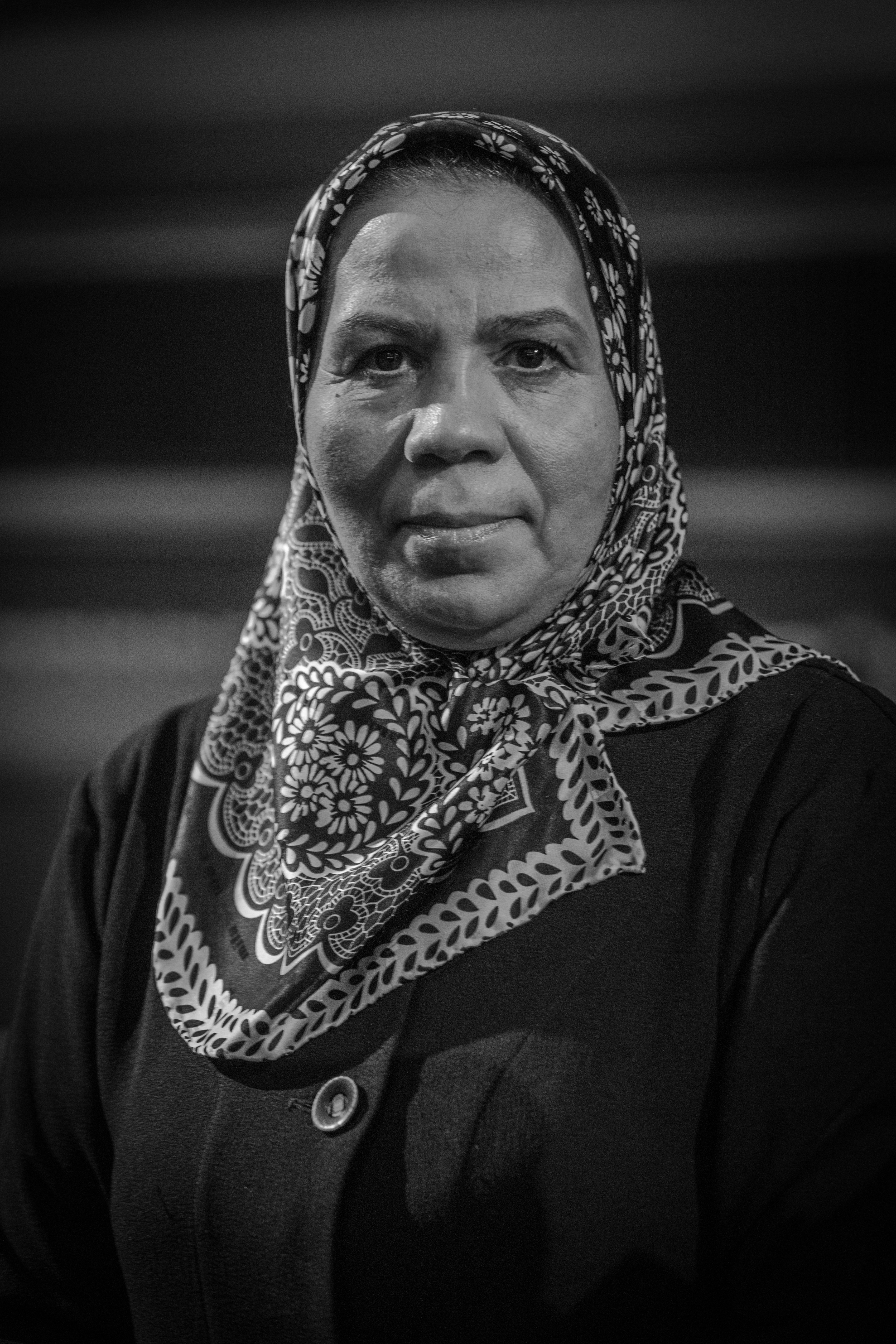
Latifa ibn Ziaten (2016)

Latifa Ibn Ziaten (* 1. Januar 1960 in Rhili, Tétouan, Marokko) ist eine marokkanisch-französische politische Aktivistin. Sie gründete 2012 ein interreligiöses Friedenswerk in Frankreich. Ihr Sohn Imad war zuvor als erster französischer Militärangehöriger von einem islamistischen Attentäter ermordet worden.

## Leben

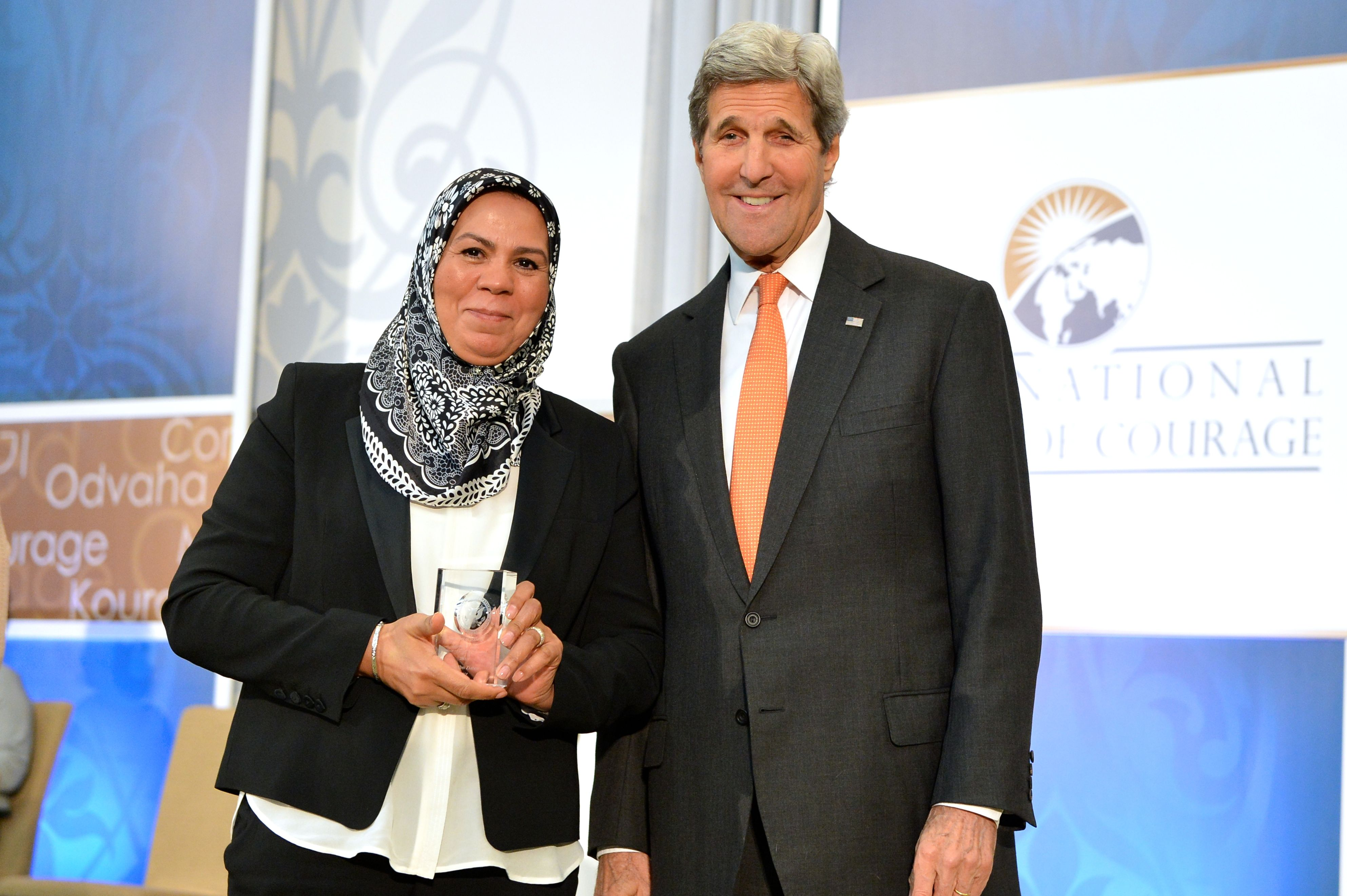
Latifa Ibn Ziaten mit US-Außenminister John Kerry (2016)

Die praktizierende Muslima zog 1977 von Marokko nach Frankreich und heiratete Ahmed Ibn Ziaten, der damals in Toulouse bei der Eisenbahngesellschaft SNCF tätig war. Zu ihren fünf Kindern zählte ihr Sohn Imad Ibn Ziaten (geb. 1981), der dem 1. Fallschirmjägerregiment des französischen Heeres in Francazal angehörte. Sie arbeitet im Kunstmuseum von Rouen am Empfang und bei der Museumsaufsicht.

### Tod ihres Sohnes
Ihr Sohn kam im Rahmen der Anschlagsserie in Midi-Pyrénées im März 2012 ums Leben. Er wurde am 11. März mit einem Kopfschuss ermordet, als er in Zivil eine Sporthalle in Toulouse verließ. Er wollte dort privat ein Motorrad verkaufen und hatte sich mit dem Attentäter hierfür verabredet. Kurz nach der Ermordung ihres Sohns besuchte sie den Wohnort des Attentäters Mohammed Merah im Stadtteil Les Izards-Trois Cocus im Norden von Toulouse. Dort stieß sie auf eine Gruppe Jugendlicher, die den Attentäter als Held und Märtyrer des Islams bejubelten. Als sie von ihr erfuhren, dass er ihren Sohn ermordet hatte, entschuldigten sie sich.

## Engagement
Durch diese Begegnung angeregt, beschloss sie im April 2012, die Association Imad Ibn Ziaten pour la Jeunesse et la Paix (dt.: Jugend- und Friedenswerk Imad Ibn Ziaten) zu gründen. Der Verein soll Jugendlichen in Schwierigkeiten die religiöse Neutralität des Staates und den Dialog zwischen den Religionen näherbringen. Der Schauspieler Jamel Debbouze übernahm die Bürgschaft für den Verein und der Pariser Kommunalpolitiker Christophe Girard unterstützte den Verein lokal.
Im Februar 2014 würdigten Innenminister Manuel Valls und der Dachverband der jüdischen Organisationen Frankreichs (Crif) die Arbeit des Vereins mit einer Auszeichnung. Eine jährliche finanzielle Förderung durch das französische Kultusministerium wurde ihr zugesagt.

## Öffentliche Ehrungen
Im Januar 2015 wurde sie von Präsident François Hollande in die Große Synagoge von Paris eingeladen, um dort zu Ehren der siebzehn Opfer des Anschlags gegen Charlie Hebdo und des Anschlags an der Porte de Vincennes eine Kerze zu entzünden. Im Juli 2015 wurde sie zum Ritter der französischen Ehrenlegion ernannt.
Am 19. November überreichte die Chirac-Stiftung der Association Imad Ibn Ziaten pour la Jeunesse et la Paix den Preis für Konfliktprävention 2015. Man würdigte hiermit Latifa Ibn Ziatens Bemühungen um einen interreligiösen Dialog und eine Konfliktminimierung sowie ihren Kampf gegen die Radikalisierung arbeitsloser muslimischer Jugendlicher.
2016 wurde sie mit dem International Women of Courage Award ausgezeichnet.